# Banco Alicia
El Banco Alicia o Bajo Alicia (en inglés: Alice Shoal) es un arrecife completamente sumergido, localizado 31 km noreste del Cayo Este del Banco Serranilla, y 48 km al oeste-norte-oeste del Bajo Nuevo, a 16°05′N 79°22′O / 16.083, -79.367. El banco tiene cerca de 16 km de diámetro definido por la isóbata de 200 m, que corresponde a un área de más de 200 km². No hay isletas, cayos o rocas sobre las aguas. El banco tiene una profundidad mínima de 11 metros, con un piso coralino, en su lado este. Las profundidades en la mayor parte del banco son de menos de 36 m. 
El banco se halla dentro del Área de Régimen Común Jamaica-Colombia, aunque este último país lo considera parte de su territorio en el Departamento del Archipiélago de San Andrés, Providencia y Santa Catalina. Es el punto extremo más al norte de Colombia. Nicaragua disputaba el Banco Serranilla y el Bajo Nuevo, por lo que el Banco Alicia estaba dentro de su reclamación.